# Jean-Paul Lacaza
 (mars 2024).
Si vous disposez d'ouvrages ou d'articles de référence ou si vous connaissez des sites web de qualité traitant du thème abordé ici, merci de compléter l'article en donnant les références utiles à sa vérifiabilité et en les liant à la section « Notes et références ».
Jean-Paul Lacaza, né le 29 mars 1942 à Sidi Bel Abbès, est un footballeur français. Il joue au poste d'attaquant durant les années 1960. Formé au SC Bel-Abbès, il évolue à l'OGC Nice, à l'Olympique Avignonnais, au Red Star et à l'AC Ajaccio.

## Biographie
Jean-Paul Lacaza nait le 29 mars 1942 à Sidi Bel Abbès. Il commence très jeune dans le football au SC Bel-Abbès dans la ville de Sidi Bel Abbès en Algérie. Il commence en équipe minime, cadets, juniors et joue même plusieurs matchs avec l'équipe première, âgé de seulement 16 ans. On le remarque par sa facilité à dribler et sa vision du jeu. Il inscrit onze buts en professionnel.